# لینا اسکو
لینا اِسکو (انگلیسی: Lina Esco؛ زادهٔ ۱۴ مهٔ ۱۹۸۵) بازیگر، تهیه‌کننده فیلم، کارگردان و فعال مدنی اهل ایالات متحده آمریکا است. وی از سال ۲۰۰۳ میلادی تاکنون مشغول فعالیت بوده‌است.
از فیلم‌هایی که وی در آن‌ها نقش داشته است، می‌توان به لندن (۲۰۰۵)، سی‌اس‌آی (۲۰۰۹)، خندیدن با صدای بلند (۲۰۱۲) و آزادی پستان (۲۰۱۴) اشاره کرد.